# 赫氏半齒脂鯉
赫氏半齒脂鯉，為輻鰭魚綱脂鯉目脂鯉亞目半齒脂鯉科的其一種，分布於南美洲Maroni與Mana河流域，體長可達11.4公分，棲息在水流快速的溪流，生活習性不明。